# Щиглівка (зупинний пункт)
Щи́глівка — пасажирська зупинна залізнична платформа Донецької дирекції Донецької залізниці. Розташована в Червоногвардійському районі Макіївки, Донецька область, на лінії Ясинувата-Пасажирська — Ларине між станціями Кальміус (2 км) та Донецьк II (4 км).
Див. також.: Богодухівська залізнична гілка.
Через військову агресію Росії на сході України транспортне сполучення припинене, водночас Яндекс.Розклади вказує на наявність пасажирських перевезень.